# Base de plein air et de loisirs
Pour un article plus général, voir Base nautique.

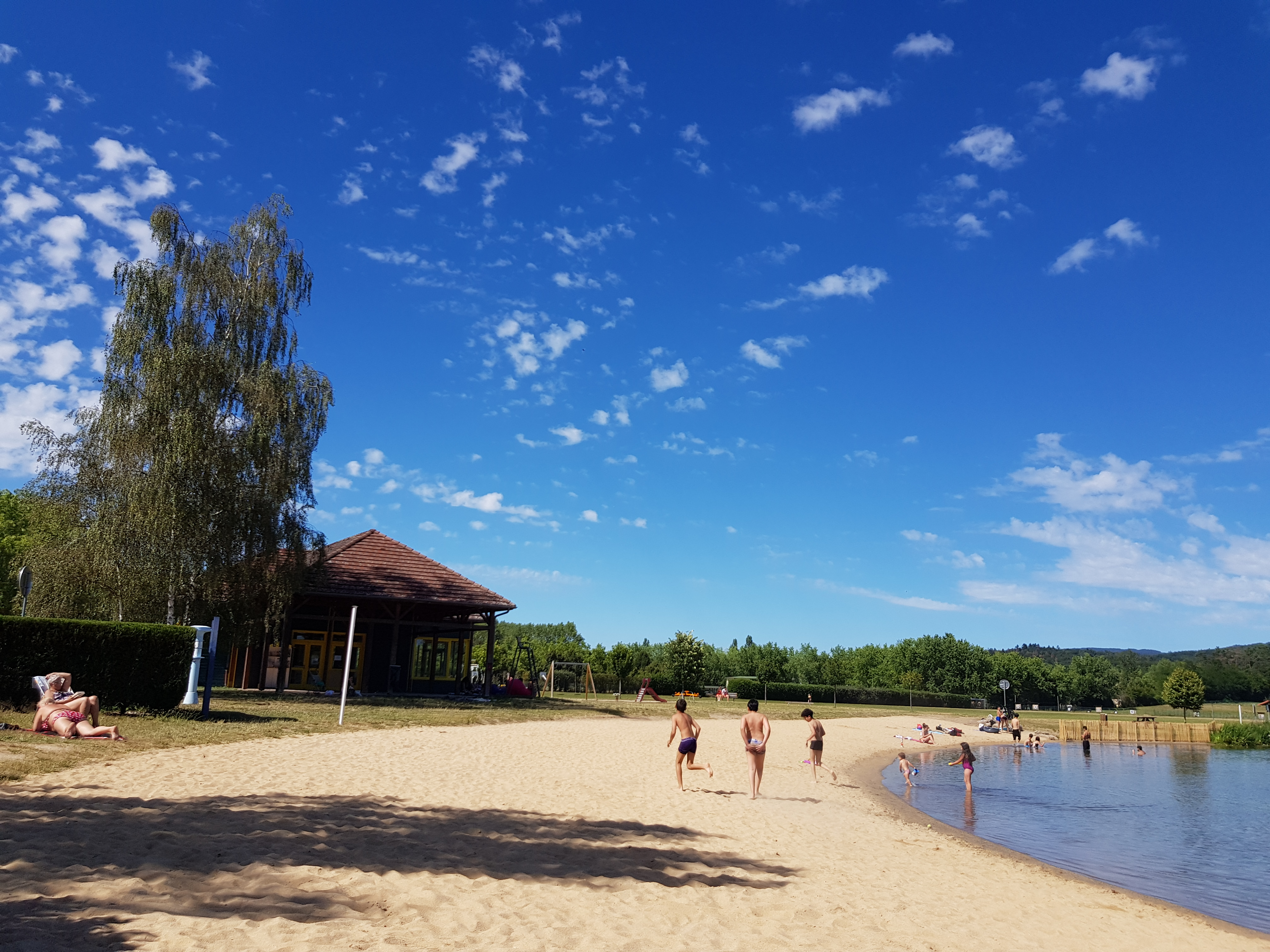
Base de plein air et de loisirs ILOA Les Rives de Thiers.

Une  base de plein air et de loisirs (également désignée par son acronyme BPAL) est un type de base nautique développé en France à partir des années 1960.
Il s'agit d'un complexe réunissant dans un site naturel proche de la population à desservir, les éléments nécessaires à favoriser la pratique des sports et activités de plein air et d’étude culturelle ainsi que la détente et l’oxygénation. Une B.P.A.L est un espace libre, animé, ouvert à l’ensemble de la population. C’est un équipement qui offre à ses usagers les possibilités d’expression les plus variées, permettant la détente et la pratique d’activités sportives, culturelles, de plein air et de loisirs dans un cadre naturel préservé du bruit.

## Origine du concept

### La naissance du «Plein air» avant la Seconde Guerre mondiale
Si le scoutisme et les auberges de jeunesse se développent dans l’entre-deux-guerres, au départ surtout dans des catégories sociales relativement aisées, la réduction de la durée de la semaine de travail et la création des congés payés en 1936 vont obliger à penser un tourisme de masse et l’organisation des loisirs pour le grand nombre. Comme le dira en 1936 Léo Lagrange, Sous-secrétaire d'État aux sports et à l'organisation des Loisirs : « Notre but simple et humain, est de permettre aux masses de la jeunesse française de trouver dans la pratique des sports, la joie et la santé et de construire une organisation des loisirs telle que les travailleurs puissent trouver une détente et une récompense à leur dur labeur ». 
Cette réflexion sur les loisirs de masse, repoussée par la guerre, va être essentiellement menée par les mouvements d’éducation populaire où l’on retrouve la gauche politique et l’aile démocrate et sociale du christianisme (Marc Sangnier).
C'est Hitler, lors de l'occupation allemande en 1940 qui a instauré ces aires de détente, qui étaient alors interdites aux juifs.

### La théorisation du «Plein air» dans l'après-guerre
Le problème fera l’objet des réflexions de l’après-guerre sur la réforme de la France dont celle du Conseil national de la Résistance qui en en juin 1946 organise la réunion à Paris du Congrès national du Sport et du Plein air. 
Dans son rapport consacré au « Plein air », la 25e commission de ce congrès définissait les activités de Plein air comme: 
- s’effectuant dans un cadre naturel, les activités sportives y résultant d’une action de l’homme qui pouvait s’accompagner d’adjuvants mécaniques comme une bicyclette mais sans usage de moteurs (mais les « sports aériens » sont néanmoins cités) : randonnée pédestre ou cycliste, alpinisme, ski, spéléologie, nautisme, sports aériens, jeux de plein air,
- n’ayant pas pour objet la compétition et la performance,
- reposant sur des techniques de séjour comme le camping, les Auberges de Jeunesse, à la rigueur l’hôtel

Les activités de plein air présentées comme de création récente y étaient expressément reliées pour leurs origines à l’introduction en France du scoutisme et à la mise en place des Auberges de jeunesse.
Le développement du Plein air tel qu’il y est théorisé est dans la continuité du courant de l’éducation populaire dont après la seconde guerre mondiale une part importante des acteurs, notamment la frange laïque, considère que la scolarité pour tous est désormais bien assise et qu’il faut travailler à tout ce qui entoure l’école y compris les loisirs. 
Le Plein air est donc présenté dans le rapport comme un instrument d’éducation au travers des activités sportives et culturelles qu’il permet, le modèle du scoutisme et des activités développées autour des Auberges de Jeunesse est palpable de même qu’un certain hygiénisme.
On peut ainsi lire dans le rapport : « Au plein air de redonner à tous même au moins doué le goût de l’effort, de développer la résistance à la fatigue, d’éduquer les facultés d’adaptation, de procurer une heureuse occasion de détente psychique, d’élever grâce à sa souplesse d’adaptation le niveau général de la population » et « Les activités de Plein air ont un prolongement culturel important sous la forme du chant choral, des jeux dramatiques. Elles incitent les pratiquants à se pencher sur le modèle des sciences naturelles, à acquérir une éducation artistique, à laquelle la contemplation des spectacles naturels fournit un fond des plus sains ».
N'est plus en revanche évoqué le besoin d'une jeunesse saine, courant avant la seconde guerre mondiale, c'est désormais un vocabulaire qui rappelle les camps de jeunesse des régimes fascistes et nazi ou les Chantiers de jeunesse de Vichy. L'idéal reste celui de Léo Lagrange qui tout en s’employant à développer les loisirs sportifs comme ministre du Front populaire prévenait qu’il ne pouvait s’agir « dans un pays démocratique de caporaliser les distractions et les plaisirs des masses populaires et de transformer la joie habilement distribuée en moyen de penser ».

### Le développement du Plein air dans les années 1945-1970

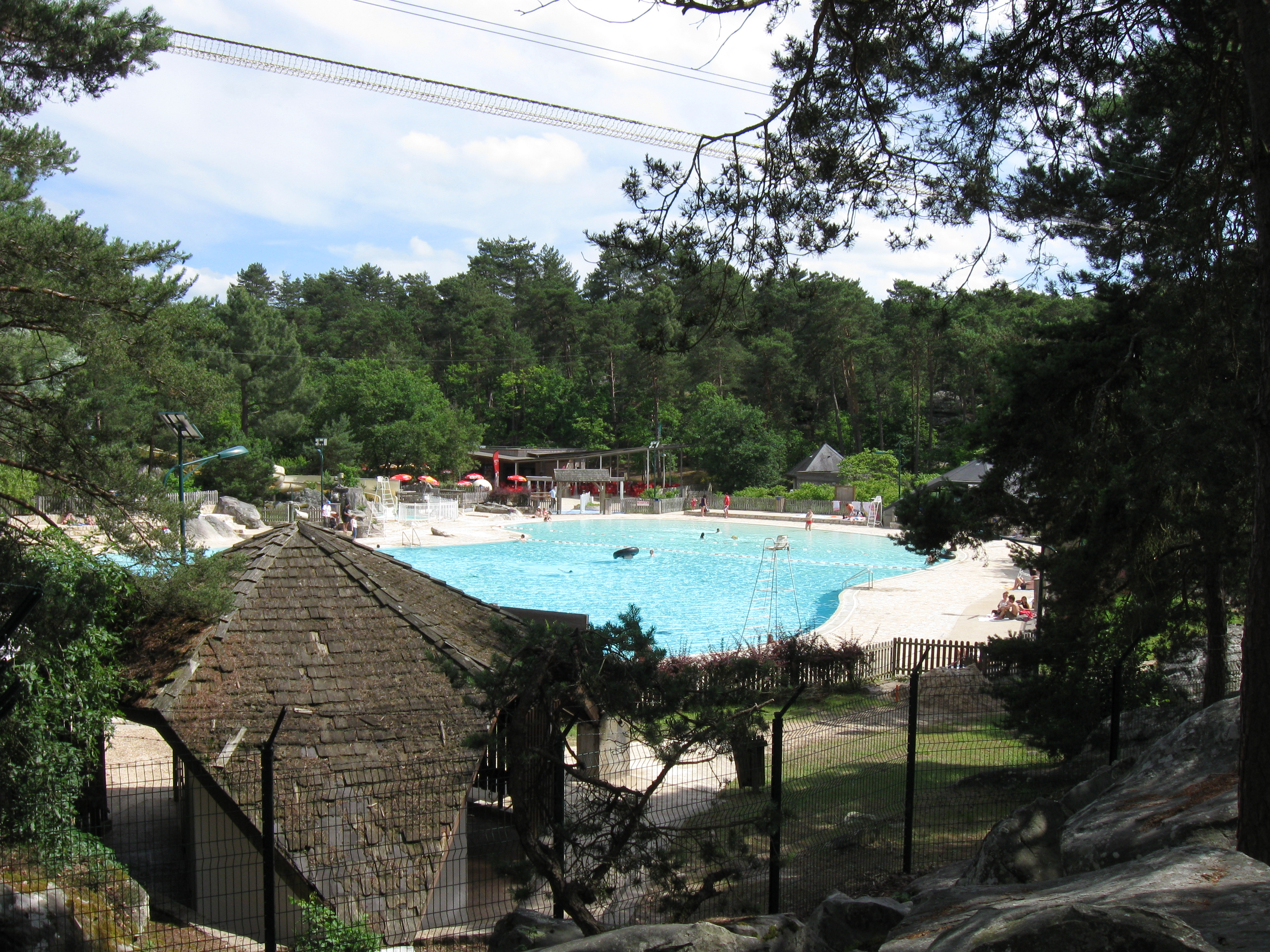
Île de loisirs de Buthiers en Seine-et-Marne

Les activités de Plein air dans les années 50 sont rentrées dans le vocabulaire de l’Education nationale et sont partie intégrante de la politique menée par le Ministère de la Jeunesse et des Sports. Dans le même temps des activités jusqu’alors réservées à une minorité comme la randonnée de montagne, le ski, l’alpinisme, la voile, touchent un public plus large grâce des associations comme Les Glénans ou L’Union Nationale des Camps de Montagne » (UNCM) qui deviendra L’Union Nationale des Centres de Montagnes avant de fusionner en 1965 avec L’Union Nautique Française (UNF) pour former L’Union nationale des Centres sportifs de Plein Air (UCPA). 
Ces activités restent néanmoins guère accessibles à l’ensemble des familles et sont cantonnées aux périodes de vacances dans le cadre du « Plein air lointain », selon la distinction opérée par la directive sur l’éducation physique et sportive de la jeunesse de 1958 qui distinguait :
- le plein air immédiat : pratiqué sur le lieu d’activité habituel ;
- le plein air proche : accessible pendant les week-ends dans des lieux adaptés ;
- le plein air lointain des grandes ou petites vacances d’été et d’hiver.

## Aux origines des bases de plein air et de loisirs: la commission Paul-Émile Victor

### Nécessité de réponse collective aux besoins des familles
L’idée des bases pour le plein air, proches, accessibles pendant les week-ends dans des lieux adaptés, apparaît dans un rapport de la Commission des loisirs de plein air créée en 1963 par le Haut-Comité des Sports, commission présidée par Paul-Émile Victor. Il s’agit de s’adapter, en concevant des solutions collectives, aux nouvelles conditions de vie des Français d’après-guerre dues à l'accroissement de la population, la poursuite de l'urbanisation, la réduction de la durée du travail et à l’augmentation du nombre de foyers propriétaires d’une automobile.
Le rapport constatait que l’aspiration des Français à une résidence secondaire n’était pas extensible à l'ensemble des citoyens. Quand il faudrait diviser le territoire entre 10 et 15 millions de foyers il ne resterait à chacun qu’ « un peu plus de 4 hectares, soit un carré de 200 mètres sur 200 mètres, où il lui faudrait son appartement, sa maison de week-end, son coin de vacances, etc.».
À l’opposé, il s’inquiétait aussi d’une forme de privatisation possible des loisirs et des espaces naturels : « On peut encore moins admettre les spéculations sur le plein air qui risquent de pervertir à jamais une économie distributive des moyens de loisirs : achat massif de kilomètres de côte en Méditerranée par les sociétés d'investissements, colonisation des sites par les banques d'affaires, flambée des prix à l'achat du sol rendant impossibles, même par l'Etat ou ses organismes de crédit, des opérations de quelque envergure ».

### La solution proposée: les bases de plein air et de loisirs
En conséquence la commission estimait qu'il y a nécessité de chercher des solutions collectives et les mesures immédiates qui en facilitent la réalisation, et elle proposait une forme de centres de vacances collectifs s’inspirant de la création de la base de Draveil : « La seule possibilité réside dans les parcs de week-end regroupant un ensemble de possibilités de repos et de sport, interdits aux voitures, comportant des terrains de camping, des maisons à Jouer, traversés par une rivière ou baignés de lacs, d'une superficie minimum de 70 à 100 hectares permettant d'accueillir 2 000 usagers environ », en plus des espaces verts dans la cité, permettant une pratique quotidienne d'activités de plein air.
Pour la Région parisienne la commission proposait la création d’un à deux mille parcs « 100 à 150 000 hectares, soit environ 10 % de la surface du district ».
Elle réfléchissait aux régions industrielles , telle que le Nord de la France, des zones vertes à reconquérir sur l’industrie et l’habitat. Elle posait aussi le problème des déplacements, du coût des infrastructures et des options sociales que leur choix trahit : « Il peut être plus raisonnable, dans une optique de civilisation industrielle, de dépenser des centaines de millions pour équiper la baie de la Somme ou des parcs autour de Lille, Roubaix, Tourcoing que d'aménager pour quelques dizaines de millions des lieux merveilleux sur les bords de la Méditerranée pour faciliter des évasions une fois par an. C'est aux endroits où les gens habitent, c'est-à-dire dans les régions économiquement développées, qu'il faut d'abord oser des solutions audacieuses, même si celles-ci s'avèrent très coûteuses. Quand on n’hésite pas à dépenser des milliards pour des autoroutes ou des tunnels routiers on peut investir des sommes équivalentes pour donner à des familles la possibilité de retrouver un rythme de vie équilibrée ».

## La création des bases de loisirs
En 1964 le Secrétaire d’État à la Jeunesse et au Sport, Maurice Herzog, s’inscrivant dans le cadre de la préparation du Ve plan de modernisation et d’équipement (1966-70), à l’époque selon le mot de De Gaulle « une ardente obligation » reprenait largement les idées du rapport du Haut Comité des Sports de l’année précédente et définissait une politique d’aménagement de bases de plein air et de loisirs, en donnant une définition et précisant les conditions de réalisation en notant « Il est certain qu’une part non négligeable de l’effort de l’État devra être affecté au titre du prochain plan à des opérations de cette nature. Leur envergure nécessite que les études soient lancées avec un recul suffisant »
Dans le même temps l’État mettait en place la politique des villes nouvelles et il va, sous l’impulsion du préfet Paul Delouvrier, s’impliquer, en Île-de-France plus qu’ailleurs, dans la création des bases dont certaines seront pensées en même temps que la création des villes nouvelles (St Quentin en Yvelines, Cergy-Pontoise). Ainsi, dès le 16 juin 1967 une convention était signée entre l’État, le district de la région parisienne, et l’Agence Foncière et Technique de la Région Parisienne pour procéder aux réserves foncières qui permettront la création des bases.
Cette politique est maintenue sous la présidence de Georges Pompidou, Joseph Comiti, Secrétaire d’Etat à la Jeunesse et aux Sports, demande aux préfets de régions, après avoir fait référence à la circulaire de Maurice Herzog de « de jeter les bases du recensement des sites favorables à l’implantation des bases de plein air et de loisirs et plus particulièrement des plans d’eau existants ou à créer dont l’utilisation à ce titre paraîtrait intéressante. À noter une évolution par rapport à la période gaullienne puisque qu’une partie de la circulaire est consacrée à l’intervention des capitaux privés et aux « légitimes aspirations du secteur privé commercial ».
Au fil des circulaires et des années le ton et les préoccupations changent, ainsi celle de Pierre Mazeaud de 1975, qui vient après la création du secrétariat d’État à l’Environnement et la candidature de René Dumont à la présidentielle de 1974, met l’accent la diminution du contact dans les villes avec une nature qui ne peut être remplacé par des espaces verts urbains. La circulaire élargie donc la définition des bases de plein air donnée par ses prédécesseurs, la base de loisirs se situe désormais « dans un cadre naturel préservé du bruit » et aux trois types de base jusqu’ici évoqués, les bases urbaines permettant des activités quotidiennes, les bases péri-urbaines directement liées aux besoins de week-end des citadins, les stations de vacances plus ou moins axées sur un type d’activité (nautisme ou montagne), s’ajoutent « les bases de nature liées à un site naturel exceptionnel ». 
En 1978, on compte 140 bases de nature diverses en activités.
Cette relative rapidité dans la mise en œuvre d’un programme d’une telle ampleur serait sans doute plus difficile aujourd’hui. La force de la puissance publique d’alors a en effet été mise en œuvre de manière coordonnée, sur fonds publics, pour une politique d’aménagement du territoire au service des populations dans leur globalité sans que la rentabilité de ces opérations soit garantie ni ne soit un des objectifs de celles-ci.

## Les bases de plein air et de loisirs aujourd'hui
En Île-de-France, les douze bases de plein air et de loisirs sont dénommées Îles de loisirs depuis 2014.

## Comparaison au niveau international
Les BPAL ont été inspirées en partie par les installations existantes à l'étranger. Depuis, l'évolution des BPAL se fait dans le mouvement commun aux installations périurbaines de loisirs au niveau international. On peut notamment citer :
- En Allemagne, les Badesee
- Aux Pays-Bas, le modèle de la recreatieplas ou du recreatieterrein